# Jean Vercoutter

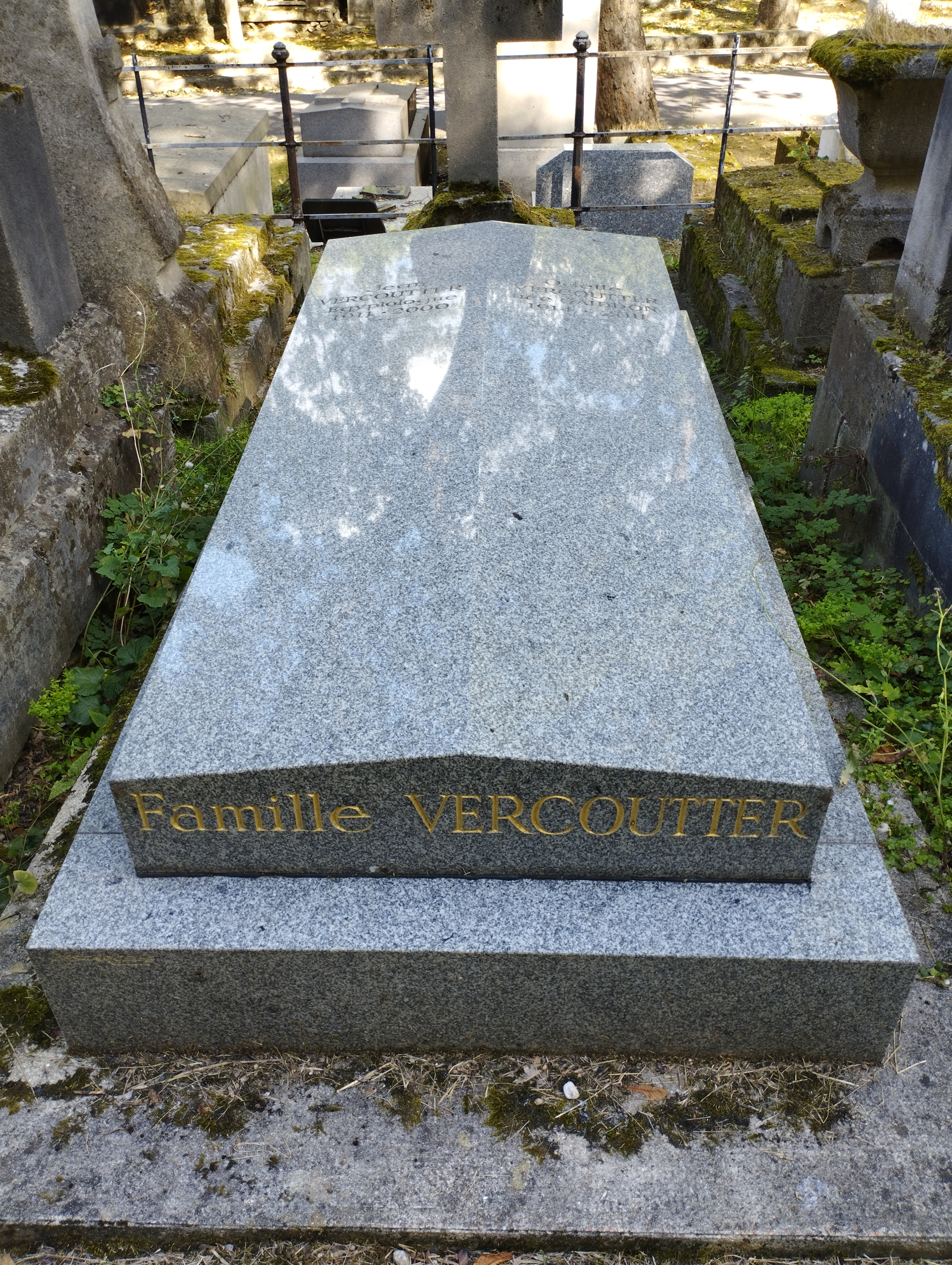
Grab von Jean Vercoutter auf dem Friedhof von Montmartre.

Jean Vercoutter (* 6. Januar 1911 in Lambersart; † 6. Juli 2000) war ein französischer Ägyptologe.
Jean Vercoutter war als Mitglied des Institut français d’archéologie orientale von 1930 bis 1950 in Kairo tätig. 1949 bis 1955 arbeitete er am CNRS, wo er mit seiner Arbeit L’Égypte et le monde égéen préhellénique 1953 promovierte. 1955 bis 1960 leitete er als Direktor des sudanesischen Antikendienstes in Khartum die archäologischen Forschungen des Landes. Seit 1958 war Vercoutter ordentliches Mitglied des Deutschen Archäologischen Instituts. Im Jahr 1960 wechselte er an die Universität Lille, wo er als Professor lehrte. Zusätzlich war er Leiter der Ausgrabungen im sudanesischen Mirgissa. 1977 bis 1981 leitete er das Institut Français d’Archéologie Orientale. 1984 wurde er zum Mitglied der Académie des inscriptions et belles-lettres gewählt.

## Schriften
Zusammen mit Elena Cassin und Jean Bottéro gab Vercoutter die Bände 2 bis 4 der Fischer Weltgeschichte heraus, die sich mit der altorientalischen Welt beschäftigten. Von ihm stammen die Kapitel, die Ägypten betreffen. Zudem gab er in seiner Zeit im Sudan das „Kush“ Journal of the Sudan Antiquities Service heraus.
Deutsch
- Ägypten – Entdeckung einer alten Welt (= Abenteuer Geschichte, Band 1). Maier, Ravensburg 1990 ISBN 3-473-51001-7.
- mit Alfredo und Angelo Castiglioni: Das Goldland der Pharaonen. Die Entdeckung von Berenike Pancrisia. von Zabern, Mainz 1998, ISBN 3-8053-1754-9.

Französisch
- mit Cyril Aldred, J.L. Cenival, F. Debono, Christiane Desroches Noblecourt, Jean-Philippe Lauer, Jean Leclant: Le temps des pyramides. L’univers des formes, Gallimard, Paris 1978.
- mit Christiane Desroches Noblecourt: Un siècle de fouilles françaises en Égypte 1880–1980. anlässlich der Hundertjahrfeier der  école du Caire (IFAO), musée du Louvre, musée d’art et d’essai, Palais de Tokyo, Paris, vom 21. Mai bis Oktober 1981, Institut français d'archéologie orientale du Caire (IFAO), Kairo 1981.
- Essai sur les relations entre Égyptiens et pré-hellènes. In: L’orient ancien illustré. Nr. 6, Maisonneuve, Paris 1954.
- L’Égypte et le monde égéen pré-hellénique, étude critique des sources Égyptiennes du début de la XVIIIe à la fin de la XIXe dynastie égyptienne. In: Bibliothéque d'étude. (BdE), Institut français d'archéologie orientale du Caire (IFAO). Nr. 22, Kairo 1956.
- L’Égypte ancienne (= Que sais-je? Nr. 247). Presses Universitaires de France (PUF), Paris 1960.
- Institut français d’archéologie orientale du Caire, Livre du Centenaire (1880-1980). In: Mémoires publiés par les membres de l'Institut Français d'archéologie orientale du Caire. (MIFAO) Nr. 104, Kairo 1980.
- Les Affamés d’Ounas et le changement climatique de la fin de l’Ancien Empire. In: Mélanges Gamal Eddin Mokhtan. (MGEM) Band II. Imprimerie de l'Institut Français d'Archéologie Orientale, Le Caire 1985, S. 327–337.
- À la recherche de l’Égypte oubliée (= Découvertes Gallimard. Nr. 1). Gallimard, Paris 1986, 1988, 1991, 1998 und 2000.
- L'Egypte et la Vallée du Nil. Tome 1, Des origines à la fin de l'Ancien empire, 12000-2000 av. J.-C. (= Nouvelle Clio.). Presses Universitaires de France (PUF), Paris 1992, ISBN 2-13-044157-2.
- Le déchiffrement des hiéroglyphes égyptiens 1680–1840. In: The Intellectual Heritage of Egypt. Budapest 1992, S. 579–586.
- La fin de l’Ancien Empire: un nouvel examen. Band 2 In: Atti del VI Congresso Internazionale di Egittologia. Turin 1993, S. 557–562.
- Les barrages pharaoniques. Leur raison d’être. In: Les problèmes institutionnels de l’eau en Égypte ancienne et dans l’Antiquité méditerranéenne. IFAO, Kairo 1994, S. 315–326
- Étude des techniques de construction dans l’Égypte ancienne. Band 3: la décoration des parois, son principe et les dangers d’équivoques qu’elle peut entraîner en ce qui concerne la datation des édifices. Mélanges Gamal Eddin Mokhtan. (MGEM), Institut français d'archéologie orientale du Caire (IFAO), Kairo 1985, S. 315–326.